# 田宮川
田宮川（たみやがわ）は、徳島県徳島市にある吉野川水系の河川である。

## 地理
徳島市庄町から東流し、JR徳島線佐古駅東方で新町川に合流する。
加茂名小学校の隅に水源がある。さらに上流は暗渠となり、袋井用水から流れて来ている。
左岸に加茂名地区（庄町・南島田町・中島田町・北島田町）・加茂地区（南矢三町・南田宮）を、右岸に加茂名地区（庄町・蔵本町・蔵本元町）・佐古地区（佐古・北佐古）を望み、下流では左岸の加茂地区と右岸の佐古地区を分けている。

## 歴史
川の名は下流左岸の田宮に由来する。
蜂須賀家政が徳島藩政初期に蓬庵堤を建設するまでは、鮎喰川の下流であったとされ、現在も流水の一部は鮎喰川下流右岸の袋井用水より流れている。
近世、合流点近くの左岸（田宮村、現 南田宮）には焔硝蔵（火薬庫）があった。もと一宮城近くにあったが寛永期（1624年–1945年）に全焼し、この地に再建された。1875年民間に払い下げられ、1934年廃止。この地に架かる煙硝蔵橋に名が残る。

## 環境
田宮川の清掃や堤防の花植え等は新町川を守る会が活動をしている。水質はあまりよくなく生活排水などが原因とされている。

## 橋
上流から。
| 橋         | 左岸     | 右岸     | 道路                            | 備考                               |
| ---------- | -------- | -------- | ------------------------------- | ---------------------------------- |
| 第一庄橋   | 庄町     | 庄町     |                                 |                                    |
| 第二庄橋   | 庄町     | 庄町     |                                 |                                    |
| 清水東橋   | 庄町     | 庄町     |                                 |                                    |
| 庄東橋     | 庄町     | 庄町     |                                 |                                    |
| 庄本橋     | 庄町     | 庄町     |                                 |                                    |
| 金蔵橋     | 庄町     | 庄町     |                                 |                                    |
| 田宮川橋   | 庄町     | 庄町     | 徳島県道・香川県道1号徳島引田線 |                                    |
| 中相橋     | 庄町     | 蔵本町   |                                 |                                    |
| 沢橋       | 南島田町 | 蔵本元町 |                                 |                                    |
| 藪ノ木橋   | 北島田町 | 蔵本元町 |                                 |                                    |
| 矢蔵橋     | 南矢三町 | 蔵本元町 |                                 |                                    |
| 佐蔵矢橋   | 南矢三町 | 佐古     |                                 |                                    |
| 佐矢橋     | 南矢三町 | 佐古     |                                 |                                    |
| 六号側道橋 | 南矢三町 | 北佐古   |                                 | 四号側道橋と対で対向車線をなす。   |
| 四号側道橋 | 南田宮   | 北佐古   |                                 | 六号側道橋と対で対向車線をなす。   |
| 天神橋     | 南田宮   | 北佐古   |                                 |                                    |
| 千松橋     | 南田宮   | 北佐古   |                                 |                                    |
| 煙硝蔵橋   | 南田宮   | 北佐古   |                                 | 名の由来は近世の火薬庫「焔硝蔵」。 |
| 宮古橋     | 南田宮   | 北佐古   |                                 | 古くは田宮橋と呼んだ。             |

## 河岸の施設
- 徳島市立加茂名小学校
- 徳島市陸上競技場
- 田宮運動公園